# رویدادنامه گریگوری
رویدادنامه گریگوری (انگلیسی: Gregory's Chronicle; – ۱ ژانویهٔ ۱۴۶۷) عنوانی است برای اشاره به یک رویدادنامه (و همچنین پدیدآور آن) مربوط به قرن ۱۵ میلادی در کشور انگلستان که نام خود را از نویسندهٔ فرضی آن، ویلیام گریگوری گرفته است.